# المادة 28

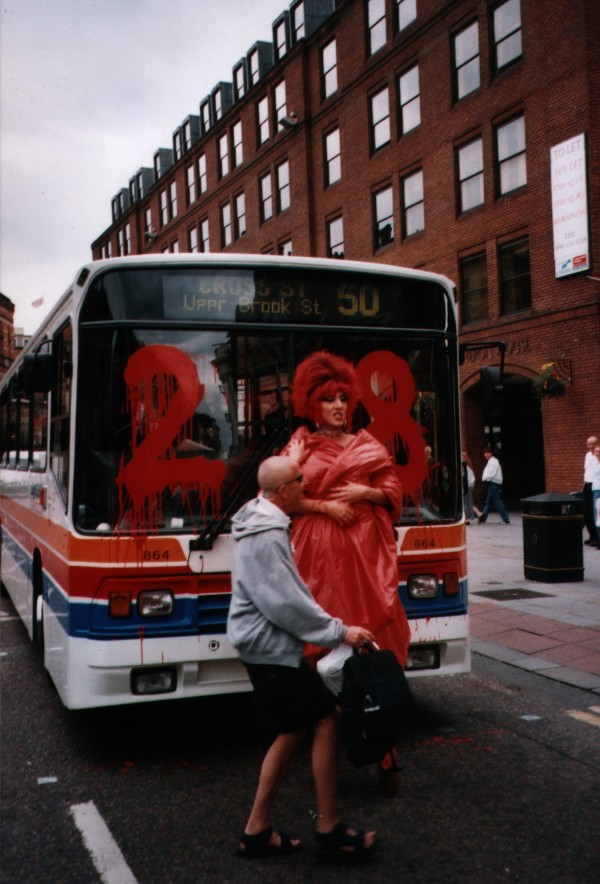
ملكة دراغ أمام حافلة تابعة لشركة Stagecoach في ميدان ألبرت، مانشستر، المملكة المتحدة، خلال تجمع لمنظمة ستونوول في الميدان للمطالبة بإلغاء القسم 28 من قانون الحكومة المحلية لعام 1988.

تسببت المادة 28 أو البند 28 من قانون الحكم المحلي 1988 بإضافة القسم (2A) إلى قانون الحكم المحلي 1986، الذي شمل إنجلترا وويلز واسكتلندا. سُنّ التعديل في 24 مايو 1988، وجاء فيه أن السلطة المحلية «لا يجوز لها أن تروج للمثلية الجنسية عن قصد أو أن تنشر موادًا بقصد تعزيز المثلية الجنسية»  أو «الترويج  لتدريس ما يودي إلى القبول بالمثلية الجنسية كعلاقة أسرية مُدّعاة في أي مدرسة حكومية». ألغيت في 21 يونيو عام 2000 في اسكتلندا من قبل «قانون المعايير الأخلاقية في الحياة العامة وما إلى ذلك»، وهو واحد من التشريعات الأولى التي سنّها البرلمان الإسكتلندي الجديد، وفي 18 نوفمبر 2003، ألغيت في باقي المملكة المتحدة بموجب المادة 122 من قانون الحكم المحلي لعام 2003. تسبب وجود المادة 28 في إغلاق العديد من المجموعات أو تقييد أنشطتها أو فرض الرقابة الذاتية. فمثلًا، أغلق عدد من مجموعات الدعم الطلابية من المثليات والمثليين وثنائيي الميول الجنسية في المدارس والكليات في جميع أنحاء بريطانيا بسبب مخاوف من قبل الموظفين القانونيين في المجلس من أن هذه المجموعات قد تخرق القانون.

## الخلفية
وُضعت المادة 28 في فترة انتقالية في المجتمع البريطاني، من تجريم الشذوذ الجنسي إلى تشريعه مع بقائه معرضًا للإقصاء، وذلك في أعقاب النقاش في الخمسينيات وإلغاء تجريم المثلية الجنسية في العام 1967 لمن تزيد أعمارهم عن 21 سنة في قانون الجرائم الجنسية لعام 1967.
في ثمانينيات القرن العشرين أُبلغ للمرة الأولى عن فيروس نقص المناعة المكتسب (الإيدز). أول مجموعة مسجلة من ضحايا المرض كانت من الرجال المثليين، فأصبح هذا المرض مرتبطًا بالرجال مثليي الجنس وثنائيي الجنس في وسائل الإعلام، وفي البداية في الأوساط الطبية أيضًا. إن ربط  فيروس نقص المناعة المكتسب (الإيدز) مع مثليي الجنس وثنائيي الميول الجنسية من الرجال أساء لهم وأضاف إلى العار الذي أُلحق بهم، ما تظاهر بمستويات أعلى من أشكال التحامل الجنسي، كرهاب المثلية ورهاب ثنائية الميول الجنسية.
بلغت المشاعر السلبية تجاه الشذوذ الجنسي ذروتها في عام 1987، وهو العام الذي سبق سن تشريع المادة. وفقًا لدراسة استقصائية للمواقف الاجتماعية في بريطانيا، وُجد أن 75% من السكان يرون أن النشاط الجنسي المثلي «دائمًا أو غالبًا ما يكون فعلًا خاطئًا»، يرى 11% منهم أنه ليس أمرًا خاطئًا على الإطلاق. قبل خمس سنوات من التشريع، وجد استطلاع مشابه أن 61% من المحافظين  و67% من العماليين يعتقدون أن النشاط الجنسي المثلي «دائمًا أو غالبًا ما يكون فعلًا خاطئًا». وسبق ذلك نشر هيئات التعليم المحلية الترتيبات الخاصة بمناهج الدراسة في عام 1979، والذي يطلب من السلطات المحلية أن تنشر سياسات المناهج الدراسية. بعد تشريع مقترحات متعلقة بالشذوذ الجنسي في اسكتلندا (والتي أُضيفت كتعديل لمشروع قانون العدالة الجنائية لعام 1980 من قبل النائب العمالي روبن كوك)، نشرت توجيهات للمدارس ألّا تدخل الشذوذ الجنسي في دروس التربية الجنسية. كان ذلك جزءًا من اتفاق لضمان دعم الحكومة لتشريع المثلية في اسكتلندا.
أُتبع هذا بعد عامين بصدور المنهاج التعليمي الإسكتلندي (25 مارس 1981)، قال وزراء الدولة (وزيرا التعليم وويلز) إنهم قرروا أن «يحددوا بشيء من التفصيل النهج المتبع في المناهج الدراسية الذي من الواجب اتباعه في السنوات المقبلة». كان من المتوقع أن تصيغ سلطات التعليم المحلية سياسات المناهج الدراسية بما يتفق مع «النهج الموصى به من قبل الحكومة» الأمر الذي يفرض تدريس الغيرية الجنسية فقط في المدارس.
بدأ مجلس لندن الكبرى مباشرة بتمويل مجموعات المثليين، وبين عامي 1981 و1984، منح ما مجموعه 292.548  جنيه إسترليني على الأقل لمجموعة متنوعة من تجمعات مثليي الجنس الصغيرة. ومنح مبلغ 751 ألف جنيه إسترليني لإنشاء مركز لمجتمع المثليات  والمثليين في لندن في إزلينغتون. موّلت نحو 10 من السلطات المحلية الـ 32 في لندن، أبرزها إيسلينجتون وهارينغي، أيضًا مجموعات المثليين في ذلك الوقت، وقدر أحد التقارير أن هذه البلديات ومجلس لندن الكبرى تبرعوا معًا بأكثر من 600 ألف جنيه إسترليني لمشاريع وتجمعات المثليين خلال عام 1984.
في عام 1983، ذكرت صحيفة ديلي ميل أن نسخة من كتاب بعنوان «جيني تعيش مع إريك ومارتن»، وهو كتاب يصور فتاة شابة تعيش مع والدها وشريكه الذكر، توفّر في مكتبة مدرسية تديرها مؤسسة «التعليم في لندن الداخلية» التي يتحكم بها حزب العمال. بدأ المزيد من المجالس باعتماد سياسات لمكافحة التمييز على نطاق واسع (خاصة إيلينغ، وهارينجي، وإزلينغتون، وكامدن، ومانشستر، وعينت هذه البلديات موظفين للعمل من أجل مواجهة رهاب الجنسية المثلية).
إن توجيه الانتباه إلى هذا، والتحالفات بين مجتمع الشواذ (LGBT) والنقابات العمالية (بما في ذلك الاتحاد الوطني لعمال المناجم) – الذي شكل من قبل جماعات ناشطة مثل «مثليات ومثليون يدعمون عمال المناجم» و«مثليات ضد إغلاق الحفر»- أدت إلى اعتماد قرار تجريم التمييز ضد المثليات والمثليين وثنائيي الميول الجنسية في مؤتمر حزب العمال السنوي في عام 1985.  دُعم هذا القرار بالتصويت الجماعي من قبل الاتحاد الوطني لعمال المناجم. إضافة إلى ذلك، تغذى الوعي العام بحقوق المثليين عندما انتخبت «مارغريت روف» عمدة لمجلس مدينة مانشستر سيتي في نوفمبر 1985 كأول عمدة مثلية في المملكة المتحدة، ونُشرت مجلة «تغيير العالم» من قبل مجلس لندن الكبرى في عام 1985.
لم يبدأ الجدل الكبير حتى عام 1986، وأسهمت المظاهرات الاحتجاجية واسعة النطاق إسهامًا كبيرًا في إقرار المادة 28 لاحقًا.
خلال الحملة الانتخابية لعام 1987، أصدر حزب المحافظين (بقيادة مارغريت تاتشر) ملصقات هجومية يدعي فيها أن حزب العمال يريد أن يُقرأ كتاب «الشباب والمثليون والفخر» في المدارس، كذلك كتاب «الشرطة: خارج المدرسة»، و«كتاب اللعب للأطفال حول الجنس»، و«بائع الحليب في طريقه»، ووفقًا لما ذكرته العضو في البرلمان ونادي يوم الإثنين «جيل نايت» - التي قدمت المادة 28 وشاركت بعد ذلك بحملة ضد الزواج المثلي- فإن هذه الكتب تُدرّس «لأطفال صغار لا تتجاوز أعمارهم الخامسة والسادسة»، وتحتوي على «صور ملونة بألوان زاهية لرجال يحملون عصي صغيرة تظهر كل شيء عن الشذوذ الجنسي وكيف يحدث»  و«تصف بشكل صريح الممارسة المثلية وتمجدها، وتشجع الصغار على الاعتقاد أنها أفضل من أي شكل آخر للحياة الجنسية».

جرت مظاهرة في مانشستر بقيادة «جون شايرز» ضد المادة 28 في عام 1988 شارك فيها 25 ألف شخص. فكان العامل النهائي هو اللهجة التي اتخذتها الجماعات الناشطة مثل جبهة تحرير المثليين، وقد استشهدت بها جيل نايت، التي تحدثت في عام 1999 عن الغرض من المادة 28:
«لماذا أكلف نفسي العناء وأركض في مثل هذه المباراة الخطيرة؟... اتصل بي الآباء والأمهات المعترضون بشدة على تشجيع أطفالهم على الشذوذ الجنسي في المدرسة، وتعليمهم أن الأسرة العادية المكونة من الأم والأب قد عفا عليها الزمن. ولإضفاء مزيد من الإهانة إلى جرحهم، فقد أغضبهم أن أموالهم التي دفعوها عبر الضرائب إلى المجلس كانت تستخدم لذلك الغرض. حدث كل هذا بعد الضغط الذي مارسته جبهة تحرير المثليين. في ذلك الوقت، تكبدتُ عناء الإشارة إلى بيانهم، الذي جاء فيه بوضوح: «نحن نكافح من أجل شيء أكبر من الإصلاح. علينا أن نسعى إلى إلغاء الأسرة». كان هذا هو الدافع وراء ما حدث، وهو بالضبط ما أوقفته المادة 28».